# Lamentação sobre o Cristo Morto (Perugino)
A Lamentação sobre o Cristo Morto é uma pintura do tema comum da Lamentação de Cristo do pintor renascentista italiano Pietro Perugino, executada em 1495 e agora na Galleria Palatina do Palácio Pitti, em Florença, na Itália.